# Crédibilité (relations internationales)
En relations internationales, la crédibilité est la probabilité perçue qu'un dirigeant ou un État donne suite aux menaces et aux promesses qui ont été faites. La crédibilité est un élément clé de la coercition (c'est-à-dire la contrainte et la dissuasion), ainsi que du fonctionnement des alliances militaires. La crédibilité est liée à des concepts tels que la réputation (comment le comportement passé façonne les perceptions des tendances d'un acteur), et la résolution (la volonté de rester ferme tout en encourant des coûts),. La réputation de détermination peut être un élément clef de la crédibilité, mais la crédibilité dépend également fortement du contexte.
La crédibilité peut être déterminée par des évaluations du pouvoir, de la réputation passée,, des intérêts actuels, et de la signalisation. Des facteurs situationnels et dispositionnels peuvent influer sur les perceptions de crédibilité,. Une mauvaise perception et une mauvaise communication peuvent conduire à des évaluations erronées de la crédibilité. Les évaluations de la réputation peuvent être liées à des dirigeants spécifiques,, ainsi qu'à des États.

## Coercition

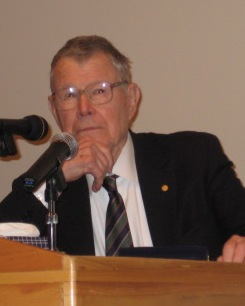
Le Prix Nobel d'économie 2005 américain Thomas Schelling a théorisé la « diplomatie de la violence » qui consiste à coupler toute menace de représailles ou d’interdiction avec la promesse de retenue si l’agresseur abandonne ses ambitions, en particulier dans le domaine de la stratégie nucléaire.

Une grande partie de la recherche sur la coercition se concentre sur la crédibilité des menaces coercitives en tant qu'élément clé du succès de la diplomatie coercitive,,,,,. Selon le Prix Nobel d'économie américain Thomas Schelling, connu pour avoir notamment théorisé la « diplomatie de la violence », une réputation de détermination "est l'une des rares choses qui vaille la peine de se battre".
Une coercition réussie s'articule souvent autour d'une démonstration de capacités et de détermination, qui renforcent la crédibilité des tentatives de coercition. Selon Richard Ned Lebow, professeur émérite à Dartmouth College (Ivy League), une menace crédible implique :
1. Un engagement formulé
2. Une communication de cet engagement avec l'autre partie
3. La capacité de soutenir l'engagement
4. La volonté de soutenir l'engagement

Selon Robert Art, professeur de relations internationales à l'université Brandeis, les conditions préalables au succès de la contrainte sont :
1. Des objectifs clairs
2. Une forte motivation
3. Une assistance nationale et internationale
4. Une direction forte
5. Des demandes énoncées clairement
6. La création d'un sentiment d'urgence dans l'esprit de l'autre État
7. Faire craindre à la cible une escalade inacceptable
8. Une asymétrie dans la motivation

Matthew Fuhrmann, Professeur de science politique à l'université A&M du Texas et Todd Sechser, Professeur de politique à l'université de Virginie soutiennent qu'il y a trois éléments principaux à la crédibilité de la coercition :
1. La capacité à imposer à la cible sa volonté de façon militaire
2. Les enjeux d'un différend (à la fois pour le challenger et pour la cible)
3. Le coût du conflit militaire (à la fois pour le challenger et pour la cible)

Selon Anne Sartori, chercheuse au MIT et ancienne professeure à Princeton puis à Northwestern, les États cherchent rarement à obtenir des objectifs en bluffant, car cela nuit à leur réputation dans les crises futures. Les données des expériences d'enquête de Barbara Walter, Professeure de relations internationales à l'université de Californie à San Diego et auteure du best seller du New York Times « HOW CIVIL WARS START: And How to Stop Them » et Dustin Tingley, Professeur à Harvard, confirment les conclusions de l'étude de Sartori. En effet, ils constatent que les individus « investissent davantage dans la construction de leur réputation s'ils pensent qu'un jeu sera répété plusieurs fois ».
La crédibilité (ou la réputation) fait référence à la mesure dans laquelle un acteur est censé respecter ses engagements sur la base de son comportement passé,. En termes de diplomatie coercitive crédible, la crédibilité implique que le défi sera sanctionné et que le respect sera sanctionné,. L'un des principaux problèmes de la diplomatie coercitive est qu'il est difficile de signaler de manière crédible que la conformité n'entraînera pas de sanction,,,. Certains chercheurs ont fait valoir que lorsque les grandes puissances augmentent leur pouvoir, leur crédibilité à s'engager dans la retenue diminue, ce qui peut conduire les adversaires les plus faibles à être moins susceptibles de se conformer aux menaces des grandes puissances,,.
Pour renforcer la crédibilité des menaces, certains chercheurs soutiennent que les coûts d'audience sont efficaces pour le faire,,. D'autres chercheurs contestent le fait que les coûts d'audience renforcent la crédibilité,.
Certains chercheurs se demandent si la crédibilité ou la réputation importent dans les différends internationaux,,.
Les États peuvent être incités à payer des coûts élevés afin de maintenir leur réputation de détermination. Ils sont plus susceptibles de le faire lorsqu'ils s'attendent à faire face à des défis futurs où ils bénéficieront d'une réputation de détermination.

### Signalisation coûteuse
Certaines études suggèrent que la crédibilité des menaces est renforcée par une signalisation coûteuse, ce qui signifie que les menaces elles-mêmes entraînent des coûts, ce qui signifie que les menaces sont authentiques.
La littérature scientifique abondante indique que les coûts d'audience sont une forme significative de signalisation. Un coût d'audience est le coût politique intérieur qu'un dirigeant encourt dans sa circonscription s'il intensifie une crise de politique étrangère et est ensuite considéré comme reculant. L'implication des coûts d'audience est que les menaces émises par les dirigeants (qui encourent des coûts d'audience) contre d'autres États sont plus susceptibles d'être considérées comme crédibles et conduisent ainsi ces États à répondre aux exigences du dirigeant qui menace,. Le terme est popularisé dans un article universitaire de 1994 par James Fearon où il fait valoir que les démocraties ont des coûts d'audience plus élevés que les États autoritaires, ce qui les rend plus aptes à signaler leurs intentions dans les conflits interétatiques,,. C'est l'un des mécanismes de la théorie de la paix démocratique.

## Alliances
Le fonctionnement des alliances militaires tourne autour des perceptions de crédibilité : si un allié honorera les engagements de l'alliance. Les alliances perçues comme peu fiables sont plus susceptibles de se retrouver en guerre. Les chercheurs ont fait valoir que la réputation passée détermine si les engagements de l'alliance sont perçus comme crédibles ou non,. Lorsque les alliés sont perçus comme n'étant pas fiables, les alliés peuvent compenser en augmentant le nombre d'alliés et inclure « des dispositions coûteuses améliorant la fiabilité telles qu'une plus grande précision dans le moment où les obligations de l'alliance s'appliquent, les liens entre les problèmes et une institutionnalisation accrue ». Les États réputés pour respecter les engagements de l'alliance sont plus susceptibles d'être impliqués dans de futures alliances.
Les États peuvent être plus susceptibles d'honorer les engagements de l'alliance en raison d'une signalisation coûteuse, y compris les coûts d'audience. Certains chercheurs soutiennent que la loyauté aveugle à l'alliance n'est pas souhaitable (car cela pourrait augmenter le risque de conflit et de piégeage),, et que le caractère belliciste peut aussi ne pas être souhaitable.